# Lewis Gun
Lewis Gun (hrv. Lewisov top) je američka strojnica iz doba Prvog svjetskog rata. Konstuirao ju je amerikanac Samuel McClean na početku 20. stoljeća, a taj model je 1911. doradio pukovnik Isaac Lewis po kojem je i dobila ime. Radila je na principu plinske komore s mehanizmom koji se u sličnoj izvedbi i dan danas koristi na nekim modernijim strojnicama. Unatoč tome što ju je konstuirao amerikanac, prvi serijski modeli su proizvedeni u Belgiji, a zatim u Ujedinjenom Kraljevstvu.
Sa svojih 12,15 kilograma bila je mnogo lakša od Vickersove strojnice stoga su ju Britanci 1915. odlučili nabaviti za korištenje na zapadnom bojištu. Osim težine, prednost ove strojnice je bila i brža proizvodnja; 6 primjeraka Lewisa bi se proizvelo u vremenu potrebnom za proizvodnju jedne Vickersove strojnice. Iako je i dalje bila preteška za učinkovitu prijenosnu uporabu, postala je standardno oružje za potporu Britanskom pješaštvu tijekom Prvog svjetskog rata. Nakon ulaska SAD u rat, masovna proizvodnja je započela i u SAD-u i njima su se opremale američke jedinice u Francuskoj. Korištena je i na zrakoplovima. U međuratnom razdoblju proizvodila se u SAD-u, Ujedinjenom Kraljevstvu, Japanu, Belgiji i Francuskoj. Izvezena je u mnoge države svijeta.
Početkom Drugog svjetskog rata nalazila se u naoružanju mnogih vojski i intenzivno je korištena na mnogim bojištima.